# Amalie Stalheim

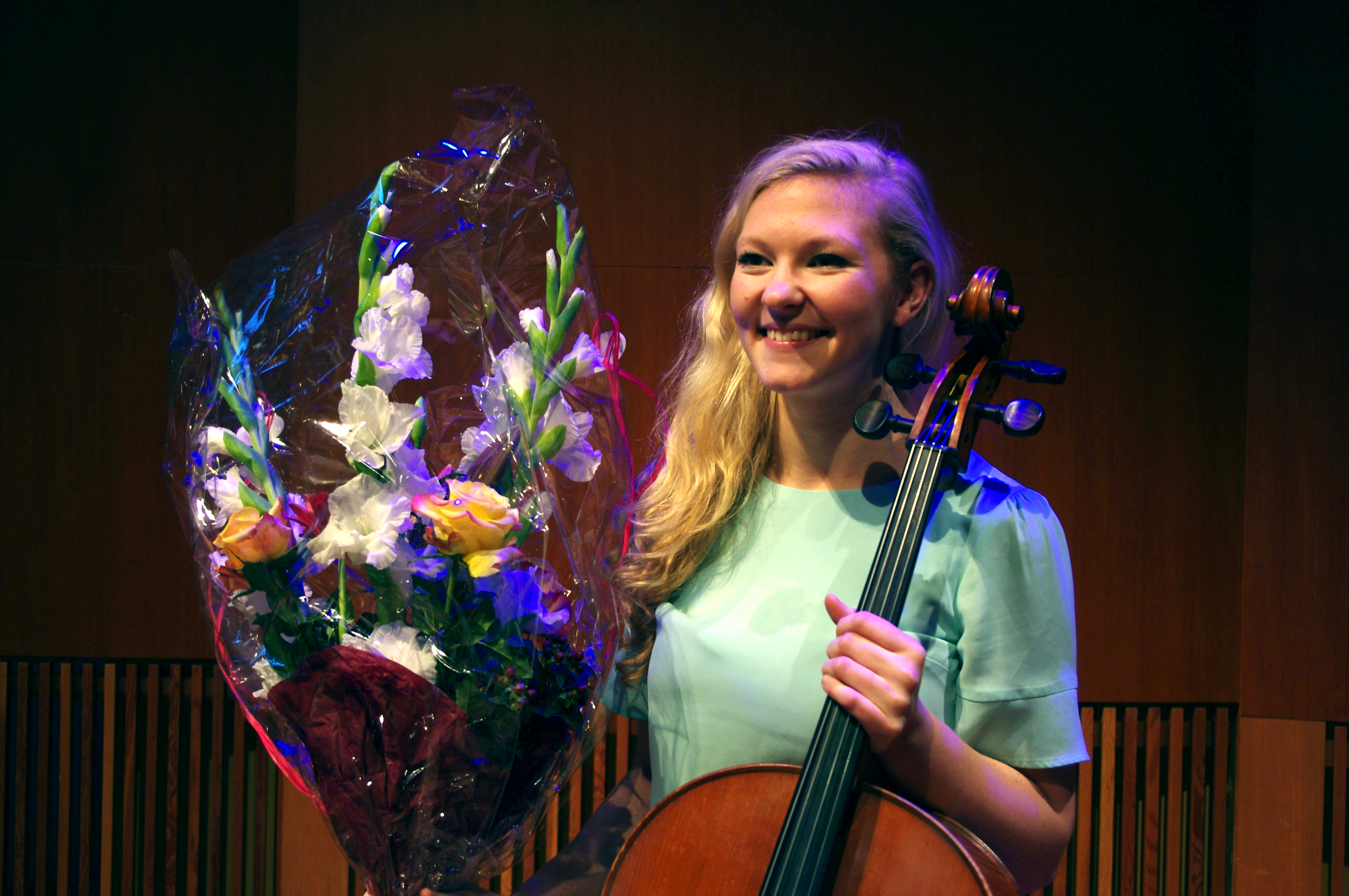
Amalie Stalheim

Amalie Stalheim, född 1993 i Bergen i Norge, är en norsk-svensk klassisk cellist. Hon har belönats med flera internationella priser. Stalheim har framträtt som solist med Orquestra Gulbenkian i Lissabon, Oslo-filharmonien, Bergens filharmoniska orkester, Kungliga Filharmoniska Orkestern, Kringkastingsorkestret, Göteborgs Symfoniker, Malmö symfoniorkester och Uleåborgs symfoniorkester.
2021 vann Stalheim Den Norske Solistpris på 100 000 norska kroner. År 2015 vann hon Ljunggrenska tävlingen för unga musiker och belönades med 100 000 svenska kronor. I januari 2018 vann hon tävlingen Solistpriset, som arrangeras av Kungliga Musikaliska Akademien. Som en del av priset blev hon utvald som Artist in Residence hos Sveriges Radio P2.
Stalheim är mottagare av Firmenich Prize från Verbierfestivalen i Schweiz 2016 samt Anders Walls stora musikstipendium år 2019.
Stalheim spelar på en cello byggd av Francesco Ruggieri 1687. Instrumentet har hon fått låna av Andreas Sveaas Allmennyttige Fond.

## Biografi
Stalheim föddes i en musikerfamilj. Hennes far är kompositören Jostein Stalheim(no) och systern är violinist. Amalie Stalheim började på kulturskolan i Bergen redan som sexåring. Hon har studerat på Kungliga Musikhögskolan och Edsbergs Musikinstitut för professor Torleif Thedéen.